# Nathan Furst
Pour les articles homonymes, voir Furst.
Nathan Furst est un compositeur américain de musiques de films, né le 4 juillet 1978 à Northridge, en Californie (États-Unis).

## Filmographie
- 1998 : A Moment of Confusion
- 1999 : Baby Huey's Great Easter Adventure (vidéo)
- 2000 : Stageghost
- 2001 : Hollywood Remembers Walter Matthau (TV)
- 2003 : Bionicle: Mask of Light (vidéo)
- 2003 : Le Sapin a les boules 2: Cousin Eddie (Christmas Vacation 2: Cousin Eddie's Island Adventure) (TV)
- 2004 : Bionicle 2: Legends of Metru Nui (vidéo)
- 2005 : Dust to Glory
- 2005 : Bionicle 3: Web of Shadows (vidéo)
- 2006 : Magma, désastre volcanique (Magma: Volcanic Disaster) (TV)
- 2006 : Game Day
- 2006 : Toute une vie à s'aimer (Though None Go with Me) (TV)
- 2006 : La Malédiction du pharaon (The Curse of King Tut's Tomb) (TV)
- 2006 : Basilisk: The Serpent King (TV)
- 2007 : Grendel (TV)
- 2007 : Murder 101: College Can Be Murder (TV)
- 2007 : Lake Placid 2 (TV)
- 2007 : Already Dead
- 2008 : Roxy Hunter and the Myth of the Mermaid (TV)
- 2008 : Ghost Voyage (TV)
- 2008 : Shark Swarm (TV)
- 2008 : Roxy Hunter and the Secret of the Shaman (TV)
- 2008 : Copperhead (TV)
- 2008 : A Gunfighter's Pledge (TV)
- 2008 : Highwater
- 2008 : Roxy Hunter and the Mystery of the Moody Ghost (TV)
- 2009 : Une si longue absence (Relative Stranger) (TV)
- 2012 : Act of Valor
- 2014 : Need for Speed de Scott Waugh

## Distinctions
- Annie Award 2001 : nomination au prix de la meilleure bande originale d'une série télévisée d'animation pour Max Steel.
- DVD Exclusive Awards 2003 : nomination au prix de la meilleure bande originale d'un film sorti directement en DVD pour Bionicle: Mask of Light.
- DVD Exclusive Awards 2005 : nomination au prix de la meilleure bande originale d'un film sorti directement en DVD pour Bionicle 2: Legends of Metru Nui.